# Taïfa de Moron
 (septembre 2024).

Carte des taïfas en 1037

La taïfa de Morón est un royaume musulman indépendant constitué en al-Andalus au XIe siècle, à la suite de la dislocation du califat de Cordoue à partir de l'an 1008 et qui disparaît en 1066 lors de sa conquête et de son intégration à la taïfa de Séville. 
Ce royaume appartient à la première période de taïfas. C'est un royaume de taîfa mineur, tout comme ceux d'Algarve, Algesiras, Arcos, Carmona, Huelva, Mértola, Niebla, Ronda ou Silves, qui tous furent conquis et incorporés à la Taïfa de Séville. 
La famille berbère des Banu Dammar, appartenant aux tribus Zénètes, dirigée par Nuh ben Abi Tuziri, prit le pouvoir dans la cora (territoire) de Morón et, après avoir expulsé le gouverneur omeyyade qui la commandait, proclama son indépendance et instaura le royaume de Taïfa de Morón en 1014.
La taïfa de Morón fut sur le point de disparaître en tant que royaume indépendant dès 1053 quand Al-Mutadid, qui régnait à Séville, y fit emprisonner Muhammad ben Nuh 'Izz al-Dawla avec les souverains des taïfas de Ronda et d'Arcos. Mais son fils Manad ben Muhammad ’Imad al-Dawla profita de cette occasion pour se saisir du pouvoir, qu'il exerça jusqu'à la conquête du territoire en 1066 par Al-Mutadid.